# 阿達貝爾 (喬治亞州)
阿達貝爾（英語：Adabelle）是位於美國喬治亞州布洛克縣的一個非建制地區。該地的面積和人口皆未知。

## 地理
阿達貝爾的座標為32°17′30″N 81°55′37″W / 32.29167°N 81.92694°W，而該地的平均海拔高度為47米（即154英尺）。